# ルベン・カストロ
ルベン・カストロ（Rubén Castro, 1981年6月27日 - ）は、スペイン・ラス・パルマス・デ・グラン・カナリア出身のサッカー選手。マラガCF所属。ポジションはフォワード。

## 経歴

### ラス・パルマス
カナリア諸島のラス・パルマス・デ・グラン・カナリアに生まれ、2000-01シーズンに地元UDラス・パルマスのトップチームにデビュー。そのシーズンは3試合19分間の出場に留まったが、2001-02シーズンには出場時間を増やし、2001年10月のレアル・マドリード戦でプリメーラ・ディビシオン（1部）初得点を挙げた。2-2の同点だった64分に途中出場し、2得点して4-2の勝利に貢献している。シーズン終了後にセグンダ・ディビシオン（2部）に降格したが、セグンダでプレーした2002-03シーズンには完全にレギュラーに定着し、40試合に出場して9得点した。2003-04シーズンには22得点を挙げてリーグ得点王（ピチーチ賞）に輝いたが、チームはセグンダ・ディビシオンB（3部相当）降格という結果に終わった。

### デポルティーボ
2004年にラス・パルマスを離れてデポルティーボ・ラ・コルーニャに移籍。カストロとの交換という形でラス・パルマスにウインガーのモモが加入しており、また前年にデポルティーボからラス・パルマスに移籍したガブリエル・シュレールの移籍金360万ユーロは帳消しにされた。すぐにアルバセテ・バロンピエにレンタル移籍したが、自身3度目・2シーズン連続の降格という苦い結果に終わった。2005-06シーズンはデポルティーボに復帰し、前シーズンと同じ3得点を記録。2006-07シーズン前半戦はカンタブリア州のラシン・サンタンデールにレンタル移籍したが出場機会を得られず、2007年1月にはカタルーニャ州のジムナスティック・タラゴナにレンタル移籍した。デビューから3試合で3得点を挙げる好スタートを切ったものの、再びセグンダ降格の悲哀を味わった。
2007-08シーズンはほとんど戦力外という立場に置かれ、7試合出場1得点に終わった。2008年7月、セグンダに昇格したばかりのSDウエスカにレンタル移籍し、14得点してセグンダ残留に重要な役割を果たした。2009年8月下旬、セグンダのラージョ・バジェカーノにレンタル移籍。2シーズン続けて14得点を記録し、ラージョは11位でシーズンを終えた。

### ベティス
2010年8月、移籍金170万ユーロでセグンダ・ディビシオンのレアル・ベティスに移籍した。ストライカーのホルヘ・モリーナ、司令塔のアチーレ・エマナと組んだトリオは2010-11シーズンのリーグ戦で計50点以上を挙げた。ベティスはセグンダで最多得点を記録し、優勝してプリメーラ昇格を果たした。2011年8月27日、グラナダCF戦 (1-0) でプリメーラでは約4年ぶりの得点を挙げ、翌週のRCDマジョルカ戦でも得点。ベティスは9月末から10戦未勝利（1分9敗）と絶不調に陥ったが、12月10日のバレンシアCF戦 (2-1) では91分と94分に得点して逆転し、11戦ぶりの勝利に貢献した。2012年5月12日、シーズン最終節のFCバルセロナ戦 (2-2) ではチームの全得点を挙げ、前年度覇者相手にホーム&アウェーの2試合で計3得点を記録した。2011-12シーズンはスペイン人3位となる16得点を挙げ、ベティスは昇格初年度を13位で終えた。

### ラス・パルマス復帰
2018年6月末に契約満了によりレアル・ベティスを退団し、2018年7月13日、古巣ラス・パルマスと2年契約を結んだ。2004年以来の復帰となる。

### カルタヘナ
2020年9月12日、FCカルタヘナに1年契約で移籍した。

## 人物
ルベンは5人兄弟の末っ子である。1973年生の兄ギリェルモ・カストロと1974年生の兄アレックス・カストロもサッカー選手であり、ルベン同様にUDラス・パルマスでプレーしたことがある。